# Kyrkkista

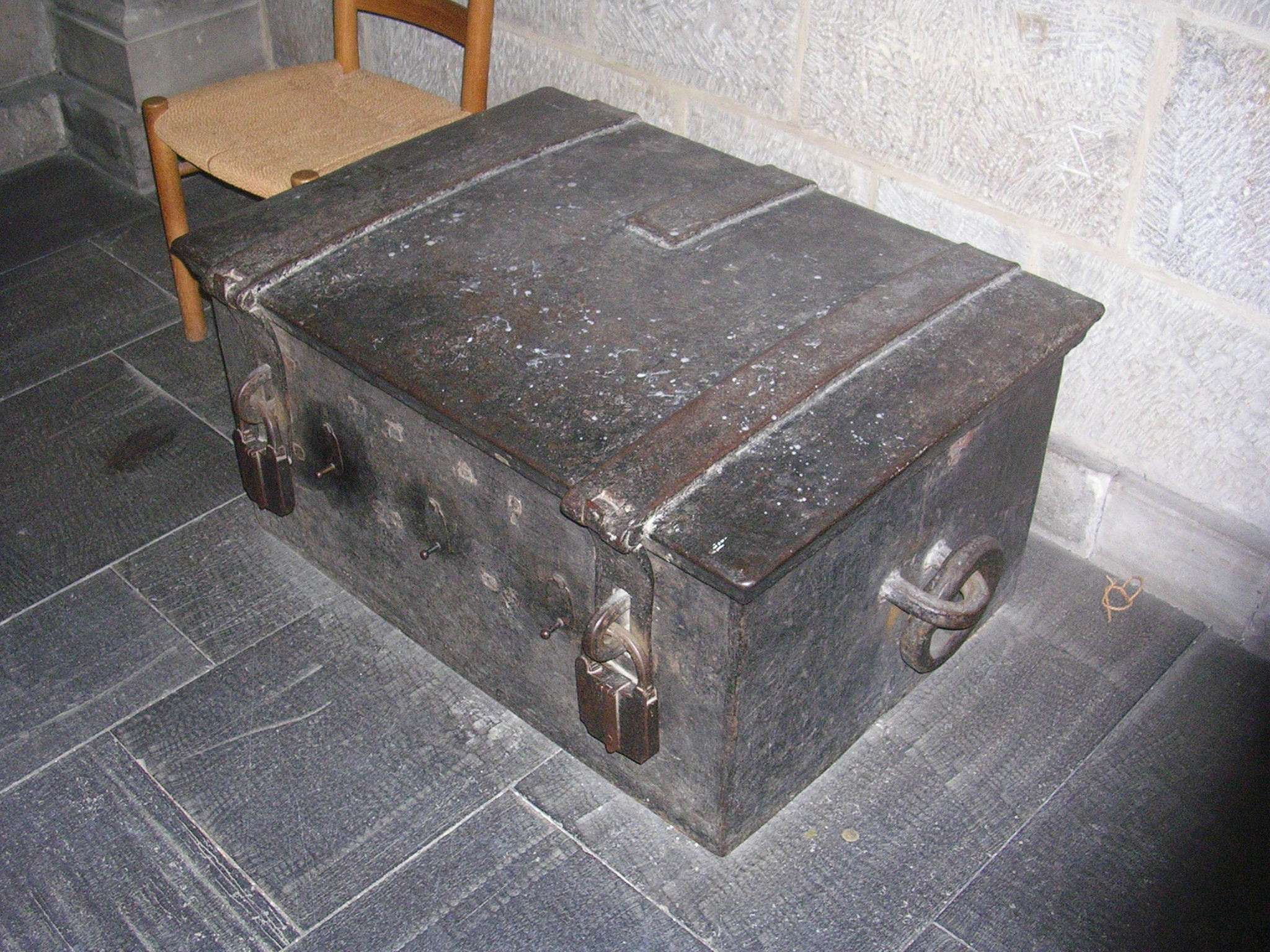
Kista i Lunds domkyrka.

Kyrkkista är en vanligen järnbeslagen kista, som kyrkan använde för förvaring av kyrkans egendomar, i synnerhet kyrksilvret men även pengar, tenn och koppar, räkenskaper och kläderna. 
Många kyrkkistor har även hål i locken som antyder att de kan ha använts som offerkistor. På många kyrkkistor, i synnerhet äldre, är järnbeslagen rika på diverse figurer. Vid kistor med två lås var den ena nyckeln avsedd för en av kyrkvärdarna och den andra för kyrkoherden. Vid tre lås var det tredje låset avsett för en av sexmännen.